# Klaus Adam (Ökonom)
Klaus Adam (* 20. September 1971 in Herbolzheim) ist ein deutscher Wirtschaftswissenschaftler und Professor an der Universität Mannheim.

## Leben und Wirken
Nachdem Adam das Studium der Volkswirtschaftslehre an der Rheinischen Friedrich-Wilhelms-Universität Bonn 1996 abschloss, promovierte er 2001 am Europäischen Hochschulinstitut in Florenz. Nach einem kurzen Aufenthalt als CARISAL Fellow an der Universität Salerno wechselte Adam von 2001 bis 2004 als wissenschaftlicher Assistent an die Goethe-Universität Frankfurt am Main, wo er sich 2003 habilitierte. Von 2004 bis 2008 war er Ökonom bei der Europäischen Zentralbank. Von 2008 bis 2018 war er Professor an der Universität Mannheim, wo er den Lehrstuhl für Internationale Wirtschaftsbeziehungen innehatte, von 2011 bis 2013 Dekan der Graduate School of Social and Economic Sciences und akademischer Direktor des Center of Doctoral Studies in Economics. Seitdem ist er Nuffield Professor of Economics an der Universität Oxford und Professorial Fellow am Nuffield College. Seit 2012 ist er Forschungsprofessor bei der Deutschen Bundesbank. Er ist Mitglied im Wissenschaftlichen Beirat beim Bundesministerium der Finanzen und Vorsitzender des Ausschusses für Geldtheorie und -politik des Vereins für Socialpolitik. Seit 2020 ist er Mitglied im Rat der Europäischen Ökonomischen Vereinigung. Er hat Berichte für die Europäische Kommission und die OECD mitverfasst. Adam hat Gastkommentare zu ökonomischen Themen im Handelsblatt und in der FAZ veröffentlicht und wird von verschiedenen deutschsprachigen Medien regelmäßig als Experte um Stellungnahmen gebeten.

## Forschung
Adams Forschung liegt im Bereich der Makroökonomik, insbesondere der Geld- und Fiskalpolitik. Im Handelsblatt-Ranking der forschungsstärksten Ökonomen unter 40 Jahren belegte Adam 2010 den fünften Platz. Als Vorbilder nennt er Albert Marcet, Michael Woodford und Robert E. Lucas.

## Positionen
2012 war Adam einer von über 150 Unterzeichnern des „Offenen Briefs der Ökonomen“, der die Beschlüsse des damals jüngsten Eurogipfels kritisierte.
2019 schlug Adam, zusammen mit Thiess Büttner, Joachim Henrichs, Jan Pieter Krahnen und Jörg Rocholl, ein neues Modell zur Einlagensicherung vor, das von der Wirtschaftsweisen Isabel Schnabel begrüßt wurde.

## Persönliches
Adams Vater ist Inhaber einer Steuerberatungspraxis.

## Publikationen (Auswahl)
- K. Adam, T. Jappelli, A. Menichini, M. Padula, M. Pagano: Analyse, compare, and apply alternatie indicators and monitoring methodologies to measure the evolution of capital market integration in the European Union. Report to the European Commission 2002, S. 1–95. oai:CiteSeerX.psu:10.1.1.126.6040
- K. Adam, R. M. Billi: Optimal monetary policy under commitment with a zero bound on nominal interest rates. In: Journal of Money, Credit and Banking. Band 38, Nr. 7, 2006, S. 1877–1905. doi:10.1353/mcb.2006.0089
- K. Adam, R. M. Billi: Discretionary monetary policy and the zero lower bound on nominal interest rates. In: Journal of Monetary Economics. Band 54, Nr. 3, 2007, S. 728–752. doi:10.1016/j.jmoneco.2005.11.003

## Mitgliedschaften
- Research Fellow, Center for Financial Studies (CFS)
- Research Fellow, CESifo
- Research Fellow, Center for Economic Policy Research (CEPR)
- Mitglied der Heidelberger Akademie der Wissenschaften (seit 2016)
- Mitglied des Wissenschaftlichen Beirat beim Bundesministerium der Finanzen (seit 2017)
- Vorsitzender des Ausschusses für Geldtheorie- und -politik des Vereins für Socialpolitik
- Scientific Chair, Euro Area Business Cycle Network (seit 2017)
- Mitglied des Rats der Europäischen Ökonomischen Vereinigung (2020 bis 2024)
- Mitglied der Academia Europaea (seit 2020)[20]

## Ehrungen
- 2012: Junior Prize in Monetary Economics and Finance der Banque de France und Toulouse School of Economics[3]
- 2016: Carl-Menger-Preis des Vereins für Socialpolitik[21][22]
- 2020: Fellow der Europäischen Ökonomischen Vereinigung[23]